# ウトレロキサスタット
ウトレロキサスタット(Utreloxastat)は、アメリカ合衆国の製薬会社PTCセラピューティクスが筋萎縮性側索硬化症の治療のために開発した治験薬である。

## 薬理
ウトレロキサスタットは、15-リポオキシゲナーゼ(ALOX15)阻害剤であり、シヌクレイノパチー、タウオパチー、外傷性脳損傷、再灌流障害等の研究に用いられた。フェロトーシスの酸化還元活性型阻害剤である。

## 臨床試験
ウトレロキサスタットは、筋萎縮性側索硬化症の治療薬として、第II相の臨床試験まで進んだ。しかし、この試験では、病気の進行速度を抑える有効性を示すことができなかった。